# Steatomys cuppedius
Steatomys cuppedius — вид гризунів родини Nesomyidae. Він зустрічається в Беніні, Буркіна-Фасо, Малі, Нігері, Нігерії та Сенегалі. Його природне середовище проживання — субтропічні або тропічні сухі чагарники.

## Опис
Довжина голови й тулуба становить від 78 до 93 мм, а довжина хвоста — від 41 до 50 мм. Важить від 14 до 24 г. Вид світло-піщано-коричневого кольору і завжди має вісім сосків. Це один із трьох видів товстих мишей, що зустрічаються в Західній Африці. Його можна відрізнити від Steatomys caurinus меншим і блідішим, відносно довшим хвостом, який завжди становить принаймні половину довжини голови й тіла, і меншою кількістю сосків. Третій вид, Steatomys jacksoni не поділяє той самий ареал, його можна знайти лише в південній Гані та південній Нігерії та має дванадцять сосків.

## Поширення і середовище проживання
Steatomys cuppedius походить із тропічної Західної Африки. Його ареал простягається від Сенегалу до півдня Малі, Буркіна-Фасо, півдня Нігеру, півночі Беніну та північно-західної Нігерії на висоті від 200 до 600 м над рівнем моря. Його типове середовище існування — це чагарникові луки.

## Статус
Steatomys cuppedius є дещо незвичайним видом, який демонструє значні коливання популяції. Він має широкий ареал і ймовірну велику загальну популяцію, і присутній у кількох охоронних територіях. Його ловлять і споживають у їжу в деяких частинах його ареалу, але вважається, що це не матиме значного впливу, тому Міжнародний союз охорони природи оцінив його природоохоронний статус як «найменше занепокоєний».